# M24 Чаффи
M24 (англ. Light tank M24) — лёгкий танк США времён Второй мировой войны. Широко известен также под его британским названием «Чаффи» (англ. Chaffee) или, реже, «Генерал Чаффи» (англ. General Chaffee), данным ему в честь Э. Р. Чаффи-младшего, первого командира танковых войск США. Создан в 1943—1944 годах, серийное производство было начато в апреле 1944 года и продолжалось до августа 1945 года, всего был выпущен 4731 танк этого типа. M24 принимал участие во Второй мировой войне, хотя из-за сравнительно позднего появления использовался войсками в ограниченных количествах. После окончания войны M24 оставался на вооружении США до начала 1950-х годов. Он активно использовался в Корейской и Вьетнамской войнах.
Около 4400 M24 было поставлено союзникам США и нейтральным странам, танк использовался ими в Индокитайской, Алжирской, Вьетнамской и Третьей индо-пакистанской войнах. Модернизируясь в ряде использовавших его стран, M24 оставался на вооружении ряда государств на протяжении нескольких десятилетий, прежде чем был заменён более современными типами танков. По состоянию на начало 2000-х годов, M24 всё ещё состоят на вооружении некоторых стран.

## История создания и производства

### Предпосылки к созданию M24
На момент вступления США во Вторую мировую войну наиболее современным типом лёгкого танка, стоявшим на вооружении армии США, являлся лишь недавно запущенный в производство M3 / M5. Однако уже первые итоги боевого применения M3 в Северной Африке в конце 1941 — начале 1942 года показали, что его 37-мм пушка явно устарела и уже не являлась адекватным оружием. Опыт Тунисской кампании показал, что для сколько-нибудь успешной борьбы со средними танками противника или противотанковыми пушками, лёгкий танк должен быть вооружён сравнимым орудием. В качестве возможных вариантов рассматривались 57-мм пушка M1 стоявшая на «Кромвеле» или 75-мм пушка M3, стоявшая на средних танках M3 и M4. В конце 1942 года были проведены эксперименты по установке 75-мм пушки M3 на САУ M8, использовавшую шасси M5, с целью определить принципиальную возможность использования столь мощного орудия лёгким танком. Испытания прошли успешно, но в башне M5 места для установки более мощного орудия не было, как и не было возможности установить на танк существенно бо́льшую башню. Вдобавок, сам M5, являвшийся результатом постепенной модернизации конструкции середины 1930-х годов, к 1942 году явно устарел. Требовалось создание полностью нового танкового шасси.
Первая попытка создать замену M3 / M5 закончилась провалом. Опытный танк T7, создававшийся как лёгкий, ещё на стадии проектирования вышел за 20-тонный лимит массы, установленный армией США для лёгких танков. Это повлекло его переклассификацию в средний, после чего его броня и масса были ещё более увеличены. В итоге, появившаяся к осени 1942 года машина, классифицированная как средний танк M7, не имела решающих преимуществ перед уже находившимся в производстве M4 и серийно так и не выпускалась. В результате всего этого, бронетанковые подразделения США, как и Великобритании, нового лёгкого танка так и не получили, и практически до самого 1945 года были вынуждены использовать уже совершенно не отвечавшие условиям боя M3 / M5.

### T24
| Производство танков M24 |                              |                           |       |
| Месяц                   | На заводах «Дженерал Моторс» | На заводах «Мэсси Харрис» | Всего |
| 1944 год                | 1740                         | 190                       | 1930  |
| Апрель                  | 1                            | —                         | 1     |
| Май                     | 24                           | —                         | 24    |
| Июнь                    | 50                           | —                         | 50    |
| Июль                    | 100                          | 10                        | 110   |
| Август                  | 200                          | 16                        | 216   |
| Сентябрь                | 212                          | 34                        | 246   |
| Октябрь                 | 277                          | 40                        | 317   |
| Ноябрь                  | 377                          | 40                        | 417   |
| Декабрь                 | 499                          | 50                        | 549   |
| 1945 год                | 1852                         | 949                       | 2801  |
| Январь                  | 200                          | 125                       | 325   |
| Февраль                 | 300                          | 155                       | 455   |
| Март                    | 350                          | 192                       | 542   |
| Апрель                  | 205                          | 138                       | 343   |
| Май                     | 350                          | 190                       | 540   |
| Июнь                    | 280                          | 79                        | 359   |
| Июль                    | 86                           | 40                        | 126   |
| Август                  | 81                           | 30                        | 111   |
| Всего                   | 3592                         | 1139                      | 4731  |

В марте 1943 года были сформулированы требования к новому лёгкому танку, получившему проектное обозначение T24. Он должен был использовать ту же двигательную установку, что и M5, быть вооружённым 75-мм пушкой и при этом иметь вес не более 20 тонн. 29 апреля 1943 года программа его разработки получила официальное одобрение. Заказ на создание танка был выдан подразделению «Кадиллак» фирмы «Дженерал Моторс». Ограничение по массе сильно осложнило установку на T24 сравнительно тяжёлой пушки M3. Было решено установить на танк только что разработанную облегчённую 75-мм пушку T13E1, впоследствии получившую обозначение M6, изначально предназначенную для установки на штурмовой вариант самолёта B-25.
2 сентября 1943 года T24 был принят на вооружение, и был выдан заказ на производство первой серии из 1000 машин, вместо такого же количества уже запланированных к выпуску M5. Первый прототип новой машины был закончен 15 октября того же года и поступил на испытания на Абердинский полигон. После устранения выявленных во время испытаний многочисленных проблем, серийное производство T24 было начато в апреле 1944 года на заводах подразделения «Кадиллак» фирмы «Дженерал Моторс». В июле к производству танка подключилась также заводы компании «Мэсси Харрис». Приказом от 22 июня того же года T24 был стандартизирован как лёгкий танк M24 (англ. light tank M24), одновременно устаревшие танки M5 были переведены в категорию «ограниченно стандартных». Для поставок по программе ленд-лиза танк, в соответствии со сложившейся практикой, получил имя собственное — «Чаффи» (англ. Chaffee), в честь Э. Р. Чаффи-младшего, первого командира танковых войск США. Производство M24 продолжалось на обоих предприятиях «Мэсси Харрис» и «Дженерал Моторс», вплоть до июня и июля 1945 года, соответственно, и было свёрнуто в связи с близившимся окончанием Второй мировой войны. Всего был выпущен 4731 танк этого типа. Стоимость производства одного M24 на 30 сентября 1945 года составляла $39 653, но в эту сумму не входили вооружение, оптические приборы и некоторые другие части, которые поставлялись заводу-изготовителю «бесплатно» (англ. free of charge).

### Дальнейшее развитие
Значительным изменениям в ходе серийного производства M24 не подвергался. Единственным заметным изменением, пошедшим в серию, было введение на машинах поздних выпусков креплений для установки на M24 комплекта понтонов, превращавших его в плавающий танк. Эти понтоны были разработаны в 1944 году, по типу японских плавающих танков, таких как «Ка-Ми». Схема их использования была такова: оборудованная понтонами машина должна была сгружаться с борта десантного корабля, добираться до занятого противником берега вплавь, после чего сбрасывать понтоны и вступать в бой. В серийное производство понтоны, однако, так и не поступили, поскольку будучи необходимого для удержания на плаву 18-тонной машины объёма, они увеличивали её длину более чем вдвое, делая недопустимо неповоротливой.
Другие попытки усовершенствования M24, предпринятые во время Второй мировой войны, так и не вышли за стадию опытных образцов, прежде всего из-за прекращения всех работ по танку с её окончанием.
В 1943 году, сразу после принятия T24 на вооружение, была начата разработка его варианта, оснащённого радиальным авиационным мотором «Континенталь» R-975 мощностью 400 л. с. при 2400 об/мин. Первый прототип T24, завершивший ходовые испытания, 15 марта 1944 года был передан заводу ACF для переоборудования в прототип нового варианта, получившего обозначение T24E1. Для размещения более крупного двигателя пришлось переделать кормовую часть и крышу моторного отделения, кроме того, была заменена трансмиссия, в остальном танк заметным изменениям не подвергся. 10 октября 1944 года законченный прототип T24E1 был передан на испытания Абердинскому испытательному полигону. T24E1 показал значительно лучшие ходовые качества, чем M24, его максимальная скорость достигала 77 км/ч. Однако работа новой трансмиссии была признана ненадёжной. Поиск путей устранения этого недостатка продолжались до ноября 1945 года, когда все работы по дальнейшему совершенствованию танка были прекращены.
Для повышения огневой мощи танка в июле 1947 года была создана спаренная установка T122, состоявшая из двух 12,7-мм пулемётов M2HB или двух 7,62-мм M1919. T122 представляла собой защищённую 13-мм бронёй башенку с круговым обстрелом, устанавливавшуюся на месте командирской башенки. В опытном порядке один серийный M24 был оснащён такой установкой и программа испытаний продолжалась до июня 1948 года, но в итоге на вооружение T122 принята так и не была.

## Описание конструкции
Компоновка танка с задним расположением двигателя и передним — агрегатов трансмиссии. Экипаж танка состоял из четырёх или пяти человек. В отделении управления располагались механик-водитель и помощник водителя, выполнявший также функции стрелка из лобового пулемёта. В башне обычно в небоевых условиях размещались двое — командир и наводчик, в этом случае в бою помощник водителя перемещался в башню и становился заряжающим. На командирских машинах помощник водителя выполнял функции радиста, из-за чего в состав экипажа вводился отдельный заряжающий.

### Броневой корпус и башня
Броневая защита M24 — противопульная, дифференцированная. Корпус и башня танка собирались при помощи сварки из стальных катаных гомогенных бронелистов и бронеплит толщиной 10, 13, 19 и 25 мм и нескольких литых деталей.
Броневой корпус M24 имел коробчатую форму без надгусеничных ниш, собирался целиком из катаных бронеплит с применением рациональных углов наклона. Лобовая часть танка образована двумя сходящимися клином бронеплитами 25-мм толщины, верхняя из которых была расположена под углом в 60° к вертикали, а нижняя — под углом в 45°. В плане броневой корпус имел трапециевидную форму, слегка сужаясь к нижней части. Борта корпуса были образованы четырьмя бронеплитами, расположенными под углом в 12°, 19-мм толщины по бортам моторного отделения и 25-мм — по бортам боевого отделения и отделения управления. Корма состояла из одной 19-мм бронеплиты, изогнутой под углом в 42° к вертикали в нижней части. Крыша танка собиралась из нескольких 13-мм бронелистов, а днище корпуса имело толщину 10 мм под моторным отделением и 13 мм под боевым отделением и отделением управления. Моторное отделение отделено от боевого тонкой переборкой.
Башня трёхместная, сложной геометрической формы, с кормовой нишей и низкопрофильной командирской башенкой. Конструкция башни смешанная: борта и корма собирались из катаных бронеплит толщиной 25 мм, крыша башни была образована 13-мм бронелистом; лоб башни и маска орудия — литые, толщиной 38 мм. Борта башни имели наклон в 20° в нижней части и 25° — в верхней, лоб и корма башни — вертикальные. Башня размещалась на подбашенной коробке на шариковой опоре. Вращение башни осуществлялось при помощи электропривода, полный оборот башня совершала за 15 секунд. В случае отказа электропривода имелась возможность поворота башни вручную, при помощи винтового механизма. Полик башни отсутствовал, сиденья членов экипажа размещались на её стенках. Сиденья командира и наводчика размещались слева от орудия, сиденье заряжающего — справа. Сиденье заряжающего располагалось высоко, и, в отличие от командирского, не имело регулировки по высоте. Сидеть на нём можно было только при открытом люке заряжающего. При закрытом люке заряжающий сидел на месте помощника водителя, а в боевой обстановке он должен был действовать стоя.

### Вооружение
Основным вооружением M24 являлась нарезная 75-мм танковая пушка M6. По баллистике она была идентична пушкам M2 и M3, стоявшим на средних танках M3 и M4, но отличалась облегчённой конструкцией, в частности, более тонкими стенками ствола, что приводило к его повышенному нагреву при интенсивной стрельбе и пониженной живучести. Длина ствола орудия — 37,5 калибров / 2813 мм, начальная скорость бронебойного снаряда — 619 м/с. Вес орудия в сборе — 186 кг.
Пушка размещалась в спаренной с пулемётом установке M64. Горизонтальное наведение осуществлялось поворотом башни, вертикальное — приводимым вручную винтовым механизмом, углы возвышения орудия −10…+15°. Для наведения на цель применялись телескопические прицелы M71G и M38A2 и перископический прицел M4A1. Для стрельбы с закрытых позиций орудие оборудовалось боковым уровнем M21 и прицельными квадрантами M1 и M9. Также орудие было оснащено стабилизатором в вертикальной плоскости.
Боекомплект орудия составлял 48 унитарных выстрелов, размещавшихся в ящиках на полу боевого отделения, укладка выстрелов — «мокрая», с заливкой ящиков водой, смешанной с антифризом. По применяемым боеприпасам M6 была унифицирована с M3, в боекомплект орудия входили калиберные бронебойные, осколочно-фугасные и дымовые снаряды. Для M6 был также разработан подкалиберный бронебойный снаряд T45, обладавший значительно большей бронепробиваемостью, но в серийное производство он так и не поступил.
| Боеприпасы пушки M6                                                 |                           |                    |                   |             |                       |                        |
| Тип снаряда                                                         | Марка                     | Масса выстрела, кг | Масса снаряда, кг | Масса ВВ, г | Дульная скорость, м/с | Дальность табличная, м |
| Бронебойные снаряды                                                 |                           |                    |                   |             |                       |                        |
| бронебойный с защитным и баллистическим наконечниками, трассирующий | APCBC/HE-T M61 Projectile | 9,02               | 6,78              | 60          | 619                   | 12 700                 |
| бронебойный подкалиберный, трассирующий (серийно не выпускался)     | APCR-T T45 Shot           | 6,16               | 3,81              | —           | 869                   | —                      |
| бронебойный сплошной, трассирующий                                  | AP/T M72 Shot             | 8,52               | 6,31              | —           | 619                   | 9700                   |
| Осколочно-фугасные снаряды                                          |                           |                    |                   |             |                       |                        |
| осколочно-фугасный                                                  | HE M48 Shell, Normal      | 8,52               | 6,66              | 670         | 464                   | 10 400                 |
| осколочно-фугасный, высокоскоростной                                | HE M48 Shell, Supercharge | 8,86               | 6,66              | 670         | 604                   | 12 700                 |
| Дымовые снаряды                                                     |                           |                    |                   |             |                       |                        |
| дымовой                                                             | HC B1 M89 Shell, Smoke    | 4,45               | 2,99              | ?           | 259                   | ок. 1400               |
| дымовой                                                             | WP M64 Shell, Smoke       | 9,18               | 6,91              | ?           | 604                   | 12 600                 |

| Таблица бронепробиваемости для M6 |     |     |      |      |
| Снаряд \ Расстояние, м | 457 | 914 | 1371 | 1828 |
| M61 Projectile |     |     |      |      |
| (угол встречи 30°, гомогенная броня) | 66  | 60  | 55   | 50   |
| (угол встречи 30°, поверхностно закалённая броня) | 74  | 67  | 60   | 54   |
| M72 Shot |     |     |      |      |
| (угол встречи 30°, гомогенная броня) | 76  | 63  | 51   | 43   |
| (угол встречи 30°, поверхностно закалённая броня) | 66  | 53  | 41   | 33   |
| HVAP T45 |     |     |      |      |
| (угол встречи 30°, гомогенная броня) | 117 | 97  | 79   | 64   |
| Следует помнить, что в разное время и в разных странах использовались различные методики определения бронепробиваемости. Как следствие, прямое сравнение с аналогичными данными других орудий часто оказывается невозможным. |     |     |      |      |

Вспомогательное вооружение M24 состояло из двух 7,62-мм пулемётов M1919A4 и одного 12,7-мм пулемёта M2HB. Один из M1919A4 был спарен с пушкой, а другой размещался в шаровой установке в лобовой части корпуса. M2HB располагался на турельной установке на крыше башни и предназначался прежде всего для стрельбы по воздушным целям. Боекомплект пулемётов составлял 3750 7,62-мм и 440 12,7-мм патронов. Кроме этого, танки оборудовались 50,8-мм казнозарядным дымовым миномётом M3, установленным в маске орудия, его боекомплект составлял 14 мин.
Для самообороны экипажа танк оснащался четырьмя 11,43-мм пистолетами-пулемётами M3 и 24 магазинами по 30 патронов к ним.

### Средства наблюдения и связи
Для наблюдения за полем боя командир танка, водитель и помощник водителя имели по перископу M6, командир также мог вести наблюдение через окошки командирской башенки.
Для внешней связи все M24 оборудовались радиостанцией, размещавшейся в кормовой нише башни, на линейных машинах — модели SCR 508, SCR 528 или SCR 538. Все они имели только голосовой режим связи, на дальность до 15 км. На командирских танках устанавливалась более мощная радиостанция SCR 506, размещавшаяся в лобовой части корпуса, у рабочего места помощника водителя, становившегося в этом случае радистом. SCR 506 имела дальность связи до 80 км в голосовом и 120—160 км в телеграфном режиме. Для внутренней связи служило танковое переговорное устройство на всех пятерых членов экипажа, объединённое с радиостанцией.

### Двигатель и трансмиссия
Силовая установка танка состояла из двух бензиновых двигателей и гидромеханической трансмиссии. Оба двигателя располагались параллельно друг другу в задней части танка маховиками вперёд. Каждый двигатель имел свою коробку передач, соединяющуюся с двигателем через гидромуфту. Коробки передач работали синхронно. После коробок передач два потока мощности соединялись в один и через карданный вал передавались в переднюю часть танка на механизм поворота, на выходе с которого поток разделялся на привод правой и левой гусениц.  
Двигатели: карбюраторные, V-образные, 8-цилиндровые, четырёхтактные с жидкостным охлаждением, модели «Кадиллак» Series 44T24. Рабочий объём каждого двигателя — 5,67 л, максимальная развиваемая мощность — 148 л. с. при 3200 об/мин. Реальная нетто-мощность, развиваемая спаренной установкой, составляла 220 л. с. при 3400 об/мин.
Трансмиссия танка:
- две гидромуфты, соединяющие каждый двигатель со своей коробкой передач;
- две идентичные планетарные 4-ступенчатые автоматические коробки передач;[15]
- коробка соединения/разъединения потоков мощности, также выполняющая функцию 3-ступенчатого демультипликатора (режимного редуктора), с двумя ступенями переднего хода, нейтралью и ступенью заднего хода, и возможностью отключения любого из двух агрегатов двигатель-коробка передач;[16]
- карданный вал привода механизма поворота и бортовых редукторов;[17]
- механизм поворота по типу активного дифференциала Cletrac с ленточными тормозами, одновременно выполняющими функцию тормозов поворота и остановочных тормозов танка;[18]
- карданные валы привода бортовых редукторов;
- бортовые редукторы (главные передачи) на основе простой зубчатой передачи с шевронной нарезкой зубьев и передаточным отношением 2.94.[19]

Органы управления танком — дублированные, управлять машиной мог как механик-водитель, так и помощник водителя. Орагны управления состояли из педали газа, педали нейтрали, двух рычагов тормозов, переключателя режимов автоматических коробок передач, рычага переключения ступеней режимного редуктора. Поворот танка осуществлялся бесступенчато с постоянной подачей мощности на обе гусеницы. Минимальный радиус поворота — порядка 7 метров. Поворот вокруг остановленной гусеницы и поворот противовращением гусениц вокруг центра масс не возможен.

### Ходовая часть
Ходовая часть M24 состояла, с каждого борта, из пяти сдвоенных обрезиненных опорных катков диаметром 648 мм, трёх необрезиненных поддерживающих катков, ленивца и расположенного спереди ведущего колеса. Подвеска опорных катков, скопированная с САУ M18 — индивидуальная, торсионная, 1, 2, 4 и 5-й катки оборудованы также амортизаторами.
Гусеницы — стальные, обрезиненные, одногребневые, цевочного зацепления, каждая из 75 траков с шагом в 140 мм. На M24 применялись два типа гусениц: T72 и T72E1, шириной 406 мм, и T85, шириной 419 мм. На гусеницы модели T72E1 могли также устанавливаться дополнительные стальные пластины, увеличивавшие её ширину до 711 мм.

## Машины на базе M24

### Лёгкое боевое соединение
Одновременно с разработкой M24 была начата программа, получившая название «Лёгкое боевое соединение» (англ. Light Combat Team), целью которой являлась разработка семейства САУ на его базе. Широкая унификация машин этого семейства с базовым танком и между собой облегчала бы производство и значительно упрощала вопросы ремонта и снабжения частей, вооружённых ими. Всего в рамках этой программы были разработаны шесть машин: M19, M37, M41, T77, T38 и опытная автоматическая 75-мм зенитная самоходная установка, не получившая официального обозначения. Однако в серийное производство до окончания Второй мировой войны поступили только первые три из них, и их выпуск ограничился малыми сериями, поскольку был прекращён с её окончанием. Три других же САУ не вышли за стадию опытных образцов.

### Серийные

#### M19

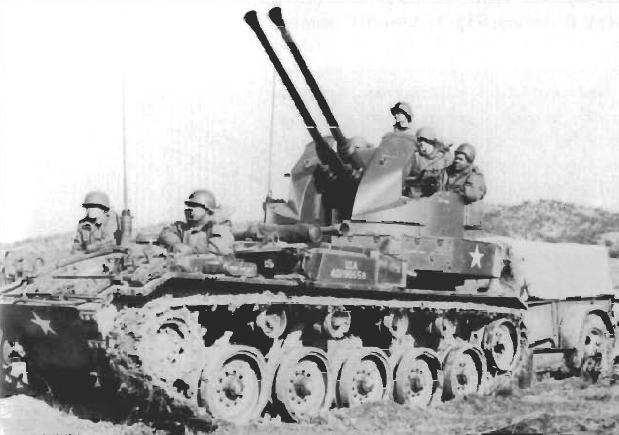
ЗСУ M19. Корея, лето 1950 года

Спаренная 40-мм самоходная пушка M19 (англ. Twin 40mm Gun Motor Carriage M19) стала наиболее массовой САУ на шасси M24. Первоначально эта зенитная самоходная установка создавалась с 1942 года на удлинённом шасси танка M5, но с 25 мая 1943 года была переведена на шасси M24. 14 июня 1944 года она была принята на вооружение и к апрелю 1945 года поступила в серийное производство, но с окончанием Второй мировой войны оно было прекращено после выпуска, по разным данным, от 285 до 300 единиц M19. Хотя эта ЗСУ появилась слишком поздно, чтобы принять участие во Второй мировой войне, она активно использовалась впоследствии в Корейской войне.

#### M37
105-мм самоходная гаубица M37 (англ. 105mm Howitzer Motor Carriage M37) была создана на шасси M24 в 1943—1944 годах. M37 использовала ту же компоновку, что и САУ M7, с расположением боевого отделения в передней части машины, и рассматривалась в качестве возможной её замены. M37 была принята на вооружение в январе 1945 года, однако с окончанием Второй мировой войны её производство было прекращено после выпуска 150 единиц. Появившись слишком поздно, эта САУ не успела принять участие во Второй мировой войне, но применялась в Корейской войне.

#### M41
155-мм самоходная гаубица M41 (англ. 155mm Howitzer Motor Carriage M41) была первоначально создана в 1942—1943 годах на удлинённом шасси танка M5, но летом 1943 года была переведена на более современное шасси M24. Первый прототип этой САУ был закончен в декабре 1944 года и 28 июня 1945 года M41 была принята на вооружение. Из-за последовавшего вскоре окончания Второй мировой войны её выпуск ограничился 85 экземплярами и принять участие в боевых действиях она так и не успела. В послевоенный период M41 активно использовалась в Корейской войне.

### Прототипы и проекты

#### T77
Многоствольный самоходный пулемёт калибра .50 T77 (англ. Multiple Caliber .50 Gun Motor Carriage T77) — опытная зенитная самоходная установка, созданная в 1943—1945 годах на шасси M24. Вооружение T77 состояло из шести 12,7-мм пулемётов M2HB, установленных в новой вращающейся башне с 13-мм бронированием. В апреле 1944 года был выдан заказ на постройку двух прототипов. Первый из них был закончен в июле 1945 года и передан Абердинскому полигону на испытания. Второй прототип, получивший обозначение T77E1, отличался улучшенной системой управления огнём. В связи с окончанием войны на вооружение ни один из этих вариантов принят не был, а выпущенные прототипы впоследствии продолжительное время использовались для испытания новых орудийных систем.

#### T78
90-мм самоходная пушка T78 (англ. 90mm Gun Motor Carriage T78) — предложенный к созданию в июле 1943 года проект противотанковой САУ на шасси M24, вооружённой 90-мм пушкой в аналогичной САУ M36 установке. Поскольку M24 к тому времени ещё не дошёл даже до стадии прототипа, проектирование T78 в августе того же года было прекращено до получения удовлетворительных результатов с M24. Тем не менее, несмотря на запуск последнего в серийное производство, работы по T78 возобновлены так и не были.

#### T38
4,2-дюймовый самоходный миномёт T38 (англ. 4.2 inch Mortar Carrier T38) был создан в экспериментальном порядке в 1945—1948 годах. Первоначально планировалось использовать для него шасси тягача T13 или T16, но в итоге для постройки прототипа было выбрано шасси САУ M37. Гаубица с неё была демонтирована, а её амбразура заварена броневым щитком. В корпусе САУ был установлен 107-мм нарезной миномёт — M2 4.2 inch mortar. В декабре 1948 года прототип был закончен и поступил на испытания. На вооружение T38 принят так и не был, поскольку к тому времени он предназначался уже только для определения потенциальных возможностей машины такого типа.

#### Установки безоткатных орудий
В 1945—1946 годах проводились эксперименты по созданию на шасси M24 САУ, вооружённой несколькими безоткатными орудиями. Для установки батареи из четырёх 75-мм безоткатных орудий T21 в 1945 году был переоборудован один образец САУ M19. Его испытания прошли успешно, и в апреле 1946 года он был переоснащён новыми 105-мм безоткатными орудиями T19. Несмотря на это, работы по нему были прекращены, так как после окончания Второй мировой войны интерес армии к созданию новых образцов вооружения резко сократился.

#### 75-мм ЗСУ
В 1945 году один экземпляр ЗСУ M19 был переоборудован для установки экспериментальной автоматической 75-мм зенитной пушки T22, использовавшей снаряды с радиовзрывателем. Тестирование орудия продолжалось с февраля 1946 по июнь 1948 года и выявило многочисленные проблемы с устойчивостью и надёжностью установки, в связи с чем дальнейшие работы по ней были прекращены.

#### T6E1
Бронированная ремонтно-эвакуационная машина T6E1 (англ. Tank Recovery Vehicle T6E1) была разработана на шасси M24 в 1943—1944 годах. С танка снималась башня и заменялась неподвижной рубкой, а за счёт сократившегося веса устанавливались подъёмный кран, лебёдка и другое необходимое БРЭМ оборудование. Первый прототип T6E1 был закончен 5 сентября 1944 года. Все работы по этому проекту были прекращены с окончанием Второй мировой войны.

#### T22E1 и T23E1
Подвозчики боеприпасов T22E1 и T23E1 (англ. Cargo Carrier T22E1, Cargo Carrier T23E1) были созданы первоначально на удлинённом шасси танка M5 и предназначались для подвозки, соответственно, 114-мм или 155-мм и 40-мм выстрелов. Позднее, как и другие признанные перспективными машины специального назначения, они были переведены на шасси M24, но с окончанием Второй мировой войны работы по ним были прекращены.

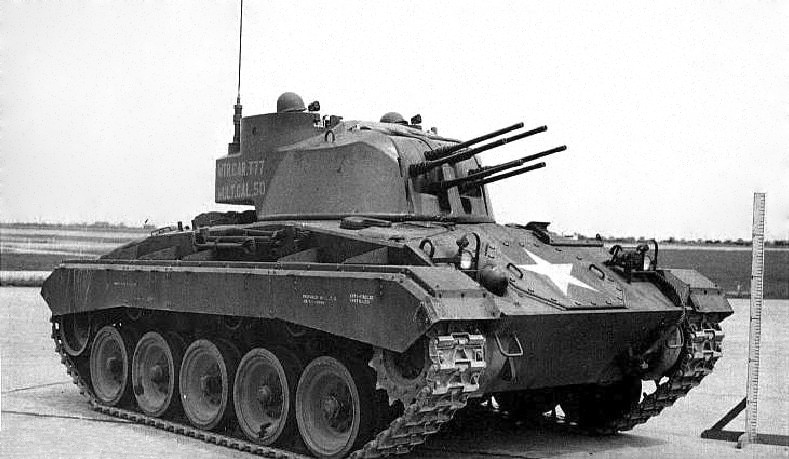
ЗСУ T77
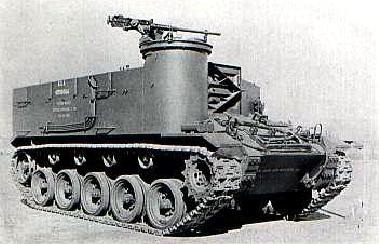
Самоходный миномёт T38
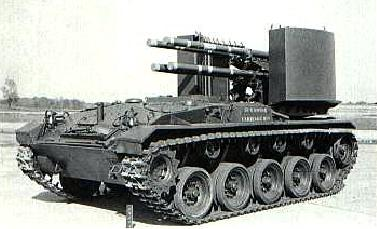
Установка 105-мм безоткатных орудий на шасси M24
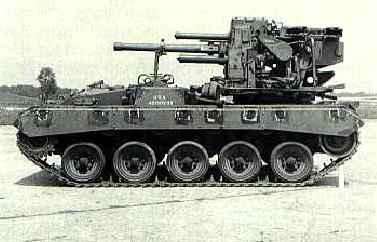
75-мм автоматическая пушка T22 на шасси M24

## Послевоенные программы модернизации M24

### Франция
Франция обладала самым большим после США парком M24, и уже в 1956 году предприняла первую попытку модернизировать начинавший устаревать к тому времени танк. Наиболее слабым его местом являлась 75-мм пушка, к тому времени неспособная сколько-нибудь эффективно бороться даже со средними танками. В опытном порядке на один M24 была установлена башня французского лёгкого танка AMX-13 с 75-мм пушкой с длиной ствола в 70 калибров. Такая гибридная машина получилась не слишком удачной, и дальнейшие работы в этом направлении были прекращены.
Парадоксально, но более успешной стала обратная конверсия, заключавшаяся в установке башни M24 на шасси AMX-13. Её появление было вызвано тем, что длинноствольная пушка AMX-13, обладая высокими противотанковыми свойствами, отличалась сравнительно слабым действием осколочно-фугасного снаряда (что является общей проблемой пушек с высокой баллистикой), тогда как аналогичный снаряд пушки M24 был гораздо более эффективен. Французские войска, воевавшие в то время в Алжире, не испытывали необходимости в борьбе с современной бронетехникой и предпочли более эффективную против небронированных целей пушку M24. Первый прототип AMX-13 с башней M24 был закончен в мае 1959 года, и в марте 1960 года был выдан заказ на производство 150 таких машин, получивших название «AMX-13-Чаффи» (фр. AMX-13 Chaffee). Впоследствии эти машины, со снятым вооружением, использовались в роли учебных.
В 1967 году было выдвинуто предложение о перевооружении M24 низкоимпульсной 90-мм пушкой D/925, но работы в этой области не продвинулись дальше создания прототипа, хотя само орудие было впоследствии использовано Норвегией при реализации собственной программы модернизации.

### Норвегия
Наиболее обширная программа модернизации M24 была осуществлена в Норвегии. К концу 1960-х годов стоявшие на вооружении норвежской армии M24, несмотря на свою надёжность, уже не соответствовали современным требованиям, в связи с чем было принято решение о кардинальной модернизации всего парка норвежских танков этого типа. Заказ на переоборудование одного прототипа был выдан фирме Thune-Eureka A/S. Спаренная силовая установка M24 была заменена V-образным 6-цилиндровым дизельным двигателем Allison MT 650 мощностью 250 л. с., была также изменена система охлаждения двигателя и установлена новая трансмиссия. Устаревшая 75-мм пушка была заменена низкоимпульсной 90-мм французской D/925. Другие изменения включали в себя установку лазерного дальномера, пассивных приборов ночного видения, усовершенствованных систем пожаротушения, дымовых гранатомётов, более эффективных систем отопления, необходимых в условиях норвежского климата, ликвидацию курсового пулемёта и замену спаренного на 12,7-мм M2HB, а также ряд других, более мелких изменений.
Первый модернизированный прототип был передан на испытания в январе 1973 года и по их результатам был принят на вооружение норвежской армии под обозначением NM-116. Всего с января 1975 по октябрь 1976 года по этому стандарту были модернизированы 54 M24, не считая прототипа. Ещё восемь M24 были переделаны в БРЭМ для их поддержки. NM-116 оставались на вооружении Норвегии до начала 1990-х годов.

### Тайвань и Греция
В начале 1980-х годов, после успешной модернизации норвежских M24 фирмой Thune-Eureka A/S, американская фирма NAPCO приобрела лицензию на производство комплектов для аналогичной модернизации M24, рассчитывая продать их на мировом рынке странам, где он ещё оставался на вооружении. Из-за общей устарелости базовой машины заинтересованность проявили лишь две страны — Греция и Тайвань. Тайвань ограничился приобретением комплектов для замены двигательной установки, тогда как в греческой армии, после демонстрации им модернизированного образца, предприняли попытку аналогичной конверсии своими силами. Для замены были использованы двигатели, оставшиеся после модернизации Грецией своего парка БТР M113, но установка их на M24 оказалась неудачной, и вскоре все машины этого типа были сняты с вооружения греческой армии. Часть из них была впоследствии превращена в неподвижные огневые точки береговой обороны.

### Уругвай
В 1980-е годы решение о модернизации M24 было принято и в Уругвае. Модернизация включала в себя замену устаревшего орудия на бельгийскую 90-мм низкоимпульсную пушку фирмы Cockerill и спаренной двигательной установки на дизельную, фирмы Scania AB. Модернизированные таким образом M24, по состоянию на начало 2007 года, всё ещё оставались на вооружении уругвайской армии. В 2014 году планируется замена оставшихся 17 экземпляров на полученные от Бразилии 25 лёгких танков M41 Уокер Бульдог..

## Использовался
- США

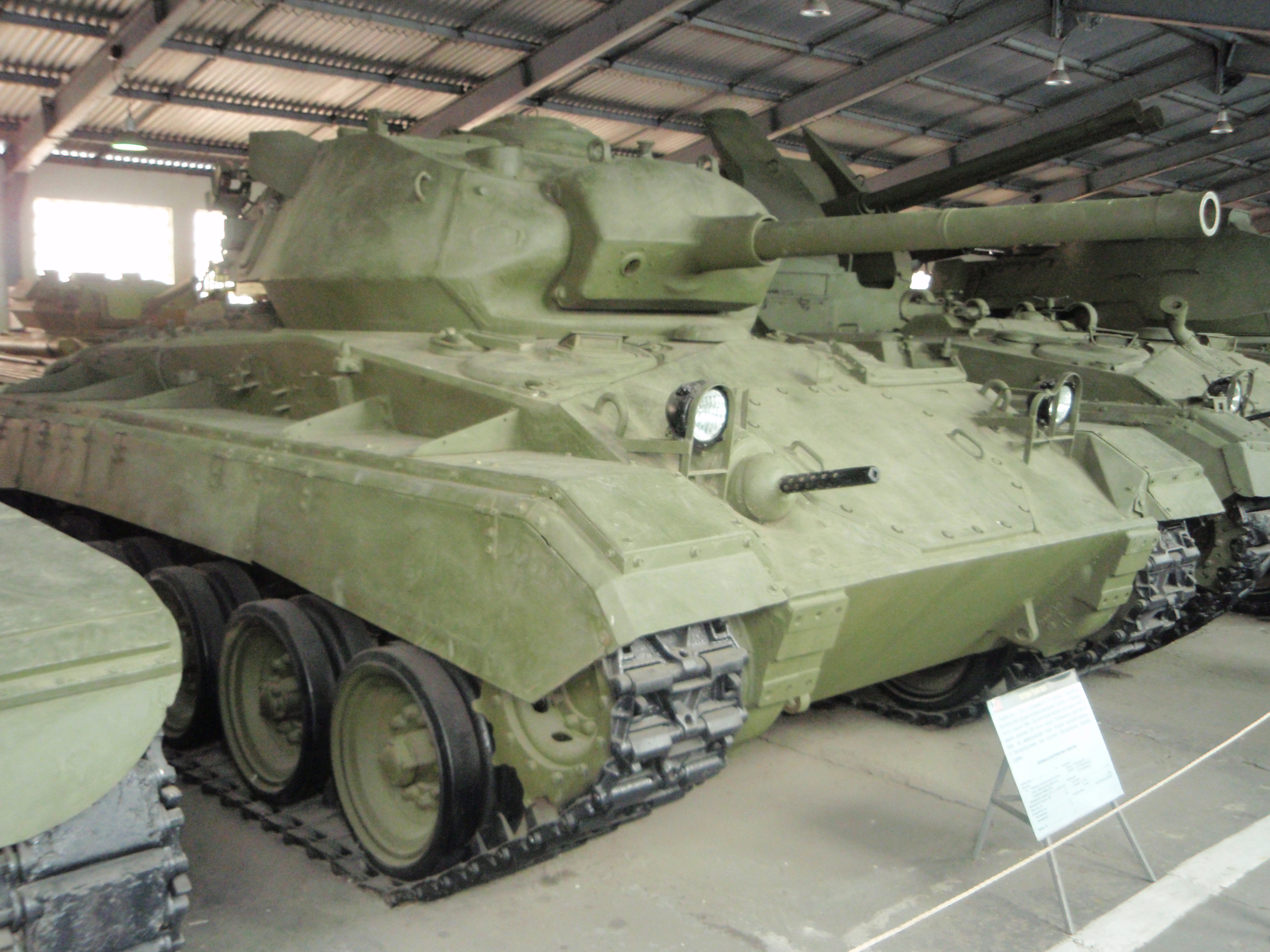
M24 «Chaffee» в Бронетанковом музее в Кубинке

- Великобритания — 289 танков по программе ленд-лиза[1]
- СССР — 2 танка, в марте 1945 года полученные для ознакомления в рамках программы ленд-лиза[1]
- Канада — 1 танк, переданный на испытания в рамках программы ленд-лиза[41]
- Франция — около 1200 танков[2]
- Италия — более 500 танков[2]
- Норвегия — 72 танка[36]
- Уругвай — 16 танков, по состоянию на 2010 год[42]
- Северный Вьетнам — несколько танков[43]
- Австрия[2]
- Бангладеш[44]
- Греция[45]
- Ирак[46]
- Иран[46]
- Камбоджа[47]
- Республика Корея[47]
- Лаос[47]
- Пакистан[45]
- Португалия[45]
- Таиланд[45]
- Китайская Республика — 230 танков, по состоянию на 2007 год[48]
- Турция[45]
- Южный Вьетнам[45]
- Япония[49]

## Эксплуатация и боевое применение

### Вторая мировая война

#### Войска США

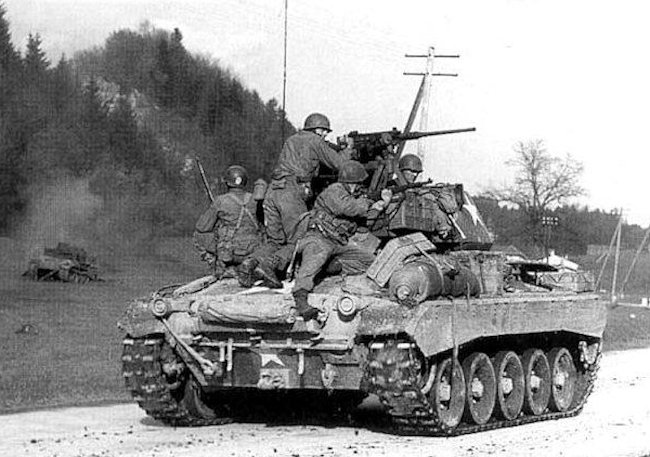
M24 с пехотой на броне, двигающийся в направлении Зальцбурга, май 1945

Хотя армейским командованием планировалось отправить в Европу новые лёгкие танки уже к августу 1944 года, на практике, из-за технических сложностей, первые M24 прибыли на Европейский театр военных действий только к началу декабря. Первым подразделением, перешедшим с безнадёжно устаревших M5 на новую технику, должен был стать 744-й лёгкий танковый батальон, которому 8 декабря были отправлены первые 20 прибывших в Европу танков. Однако ещё до прибытия танков в эту часть две из числа отправленных машин оказались в 740-м танковом батальоне. По разным данным, произошло это в результате ошибки снабжения или же представители 740-го батальона попросту реквизировали эти две машины, на что они имели право ввиду особых обстоятельств. Эти два танка и стали первыми M24, применёнными в боевых условиях 20 декабря 1944 года, поблизости от Ремушама.
Оставшиеся 18 танков прибыли в 744-й танковый батальон 24 декабря, а к 15 февраля 1945 года батальон был полностью переведён на новую технику. Танк был найден довольно простым в освоении, поскольку имел схожую с M5 двигательную установку и практически идентичное M4 орудие. Из-за непривычного вида M24, с его приземистым силуэтом, большими углами наклона брони и индивидуальной торсионной подвеской, неоднократно принимался американскими солдатами за германский танк «Пантера». Чтобы избежать этого, в войсках была запущена специальная программа ознакомления с новыми танками, в ходе которой они получили прозвище «Пантерята» (англ. «Panther Pups»).
Впервые в заметных количествах M24 были использованы в ходе операции «Граната» в феврале 1945 года. В целом новый танк получил в войсках положительные оценки. В рапортах из войск отмечались хорошая скорость, манёвренность и проходимость, надёжность и удобство в эксплуатации. В то же время боевые качества танка оценивались отнюдь не столь высоко. Тонкая броня практически не давала экипажу защиты от любого германского противотанкового оружия (впрочем, почти все другие британские и американские танки того времени были в этом отношении немногим лучше), 75-мм пушка также не позволяла сколько-нибудь на равных бороться даже со средними германскими танками. Недостаточным был найден и боекомплект M24. Размещение 12,7-мм пулемёта на крыше башни было тоже признано неудачным, поскольку в роли зенитного он практически не применялся, а использование его против пехоты подвергало стрелка значительной опасности. Часть этих недостатков в 744-м танковом батальоне пытались устранить своими силами. Днище танка было усилено дополнительными бронелистами, чтобы защитить экипаж от противотанковых мин, были также переделаны укладки для боекомплекта, чтобы увеличить их вместимость.

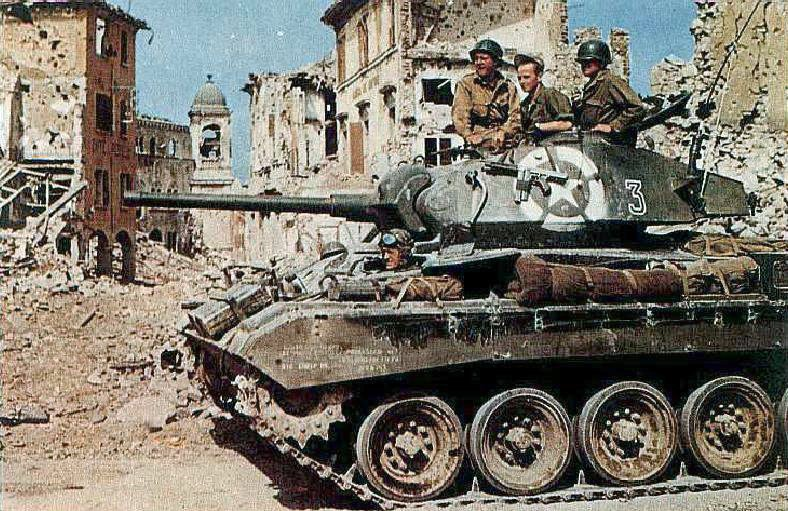
M24 из состава разведывательного эскадрона проезжает через руины итальянского города

В дальнейшем, по мере дальнейшего поступления M24 в Европу, приоритет в перевооружении новой техникой был отдан разведывательным частям в составе кавалерийских эскадронов. Лишь после полного их перехода на новую технику M24 начали отправлять и в другие подразделения. В составе разведывательных частей танк также получил самые положительные оценки. Некоторые командиры даже отдавали ему предпочтение перед средним M4, поскольку M24 почти по всем параметрам соответствовал M4 с 75-мм пушкой или превосходил его, а более мощное бронирование среднего танка также не давало от германской противотанковой артиллерии почти никакой защиты.
Несмотря на значительные объёмы поставок нового танка, до окончания боевых действий в Европе в мае 1945 года M24 всё ещё не успел сменить M5. На начало мая в составе боевых частей имелось всего 1163 M24, что составляло 34 % от всех лёгких танков в войсках США на этом ТВД. На других фронтах, имевших меньший приоритет в перевооружении новой техникой, ситуация была ещё хуже. В Италию первые M24 прибыли лишь в январе 1945 года, и во сколько-нибудь значительных количествах использовались только с марта того же года. На Тихоокеанский же ТВД M24 так и не поступили до окончания войны.

#### Поставки по программе ленд-лиза
Объёмы поставок M24 в другие страны по программе ленд-лиза были невелики. Причиной этому был как поздний запуск танка в производство, так и крайняя необходимость для США в перевооружении собственных частей. Единственной страной, получившей его в значительных количествах, стала Великобритания, получившая, по разным данным, от 289 до 302 танков. Хотя первые M24 прибыли в Великобританию ещё в 1944 году, в боевые части они попали только к апрелю 1945 года и их использование было ограниченным.
В другие страны во время войны M24 во сколько-нибудь значительных количествах не поставлялись. Два танка были поставлены в СССР для оценки, но слишком поздно для начала массовых поставок, ещё один танк был британцами передан для испытаний канадским войскам. Вопрос о поставке M24 французским частям также поднимался, но был отклонён из-за нехватки M24.

### Послевоенный период

#### Войска США
После окончания Второй мировой войны, M24 стал стандартным лёгким танком войск США, в то время как все более ранние машины были сняты с вооружения в процессе массовой демобилизации. Уже к концу 1940-х годов число M24 в действующей армии начало постепенно сокращаться, однако значительное их количество оставалось на вооружении вплоть до 1950-х годов. Так, в 1949 году в составе армии всё ещё насчитывалось 3833 M24. Сравнительно лёгкие, подвижные и надёжные M24 использовались для вооружения оккупационных частей, в частности, в Японии, где четыре вооружённые ими роты составляли весь танковый контингент оккупационных войск, поскольку дороги и мосты Японии не были рассчитаны на более тяжёлую технику.

##### Корейская война

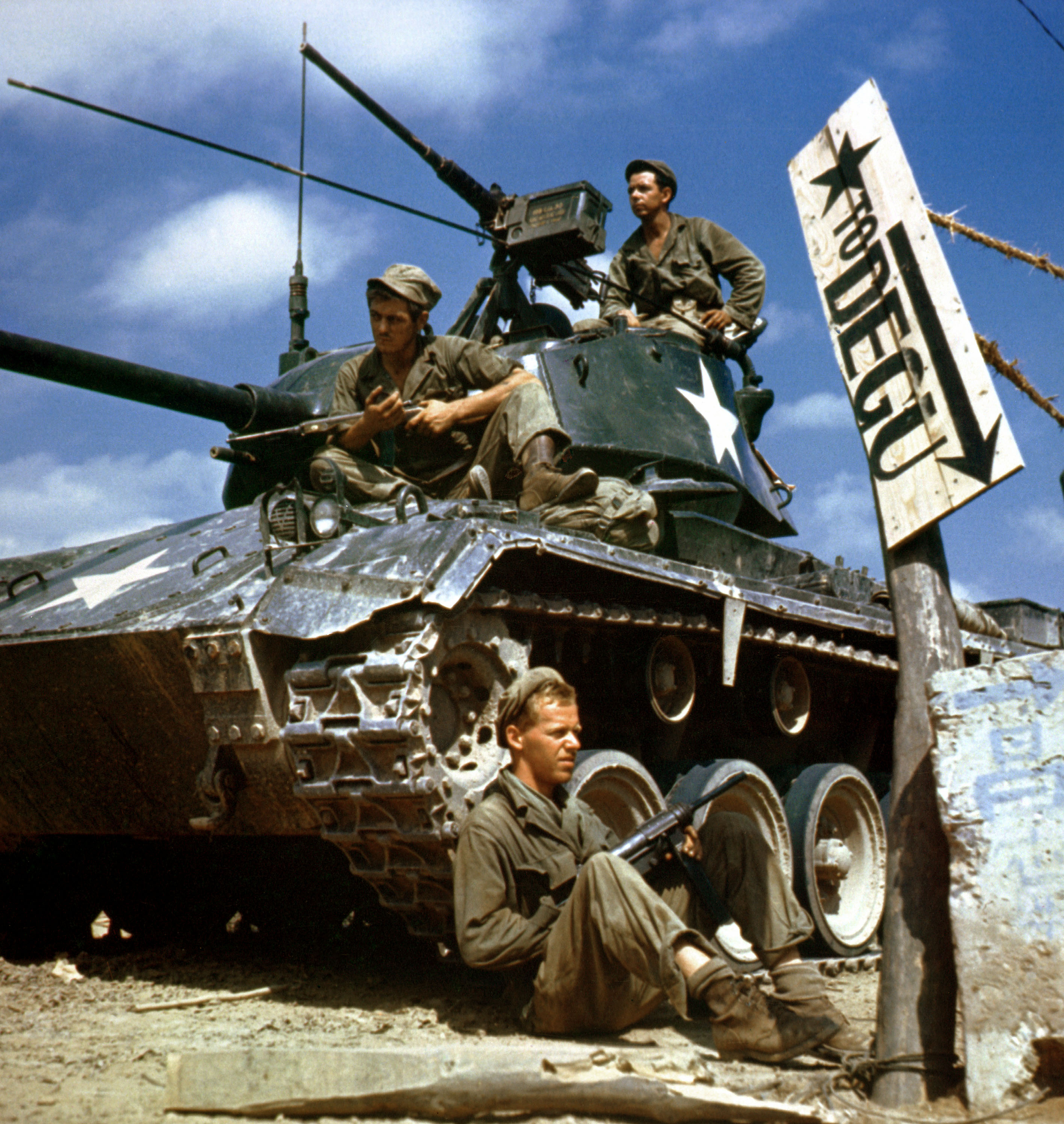
M24, охраняющий дорожный перекрёсток в Корее, 17 августа 1950 года

M24 стали первыми танками США, использованными в Корейской войне. К началу наступления северокорейских войск, войска Южной Кореи были недостаточно вооружены и экипированы. Вдобавок, южнокорейская армия не обладала эффективным противотанковым вооружением, а её бронетанковые войска состояли лишь из 27 бронеавтомобилей M8 «Грейхаунд». В этих условиях США пришлось спешно перебрасывать в Корею все возможные силы, чтобы хоть как-то замедлить продвижение северокорейской армии. Единственными танками США, находившимися в том регионе, были M24, состоявшие на вооружении дислоцированных в Японии оккупационных частей, которые и были срочно направлены в Корею.
Однако прибытие M24 не смогло серьёзно повлиять на ситуацию. Первое же сражение танков Корейской войны, произошедшее 10 июля 1950 года, в котором группа M24 сошлась в бою с несколькими Т-34-85, составлявшими основу северокорейских танковых сил, выявило неспособность M24 на равных бороться с советскими танками, хотя в том бою M24 и удалось несколько раз попасть в один Т-34-85 (из строя танк не вышел) ценой потери двух машин. Выяснилось, что 75-мм пушка полностью неэффективна против лобовой брони Т-34-85, в то время как 85-мм пушки последних пробивали тонкую броню M24 на любой дистанции прицельной стрельбы. Вдобавок, M24 оказались уязвимы даже для 14,5-мм противотанковых ружей советского производства, имевшихся на вооружении северокорейской армии. Всё это привело к деморализации вооружённых M24 танковых частей и в дальнейшем их действия были крайне осторожными, но несмотря на это, уже к августу того же года большая часть прибывших из Японии M24 оказалась уничтожена. Тем не менее, M24 продолжали использоваться в этой роли вплоть до прибытия в начале августа 1950 года более боеспособных «Шерманов» и «Першингов» и их вступления в бой во второй половине того же месяца.

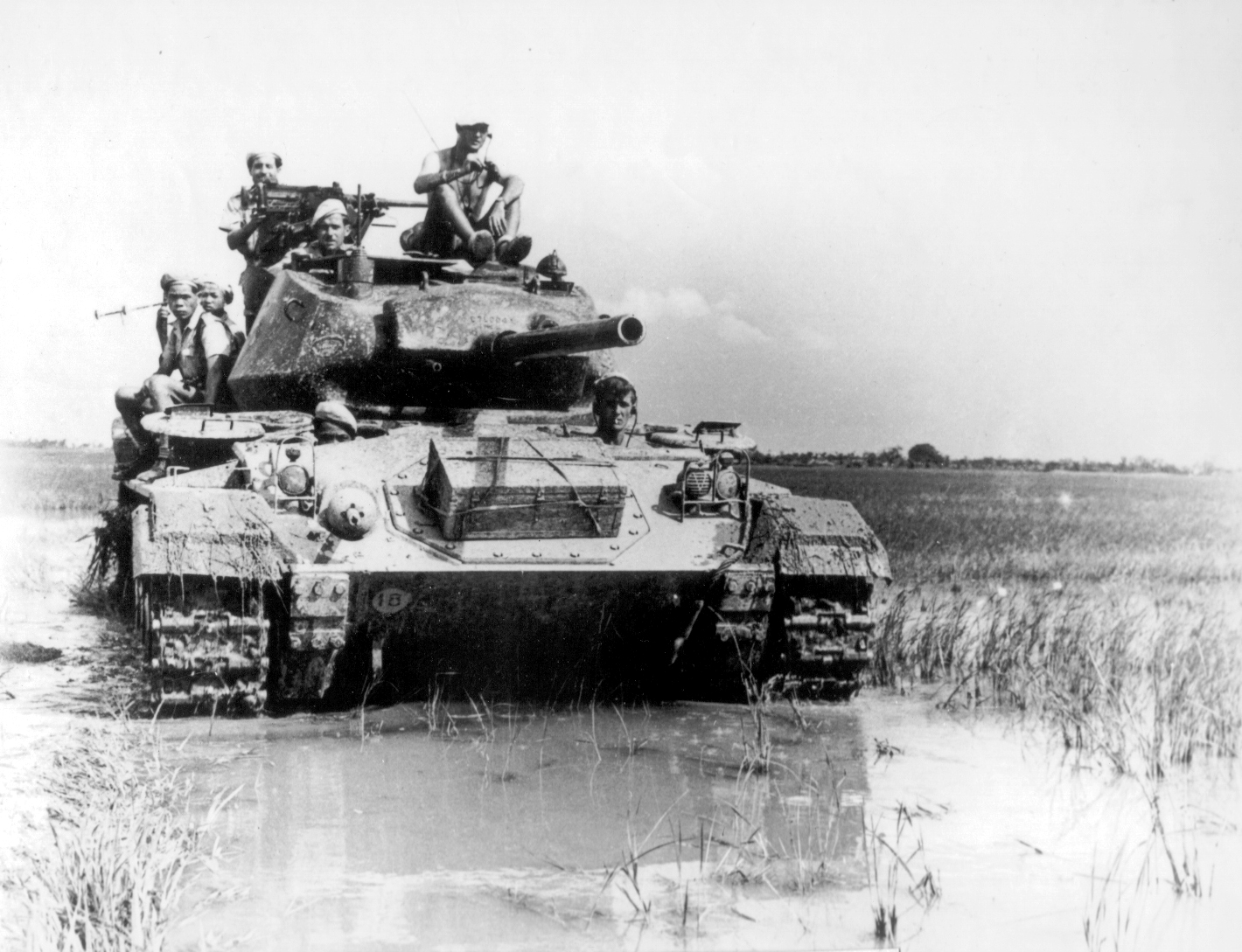
Французский M24 во Вьетнаме

После прибытия полноценных средних танков, лёгкие M24 были наконец переведены на роль вспомогательных и разведывательных танков, для которой они и были предназначены. Три M24 находились в каждой разведывательной роте. В таком качестве M24 продолжали использоваться в Корее вплоть до 1953 года. Американские «Чаффи» несли серьёзные потери, только с 1 июля 1950 года по 6 октября 1951 года было выведено из строя 195 танков M24.
Конец истории M24 в войсках США положил принятый в 1951 году на вооружение более современный лёгкий танк M41 «Уокер Бульдог», представлявший по сути увеличенный M24, но вооружённый значительно более мощным орудием. С его появлением завоевавшие себе в войсках не лучшую репутацию в Корейской войне M24 были полностью сняты с вооружения к 1953 году и стали активно поставляться на экспорт.

#### Другие страны

##### Индокитайская война

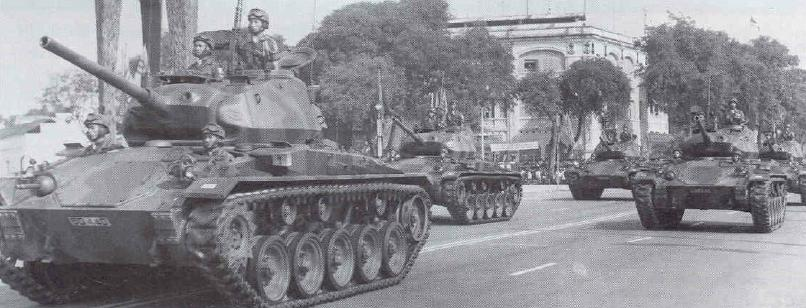
Южновьетнамские M24 на параде в Сайгоне, начало 1960-х

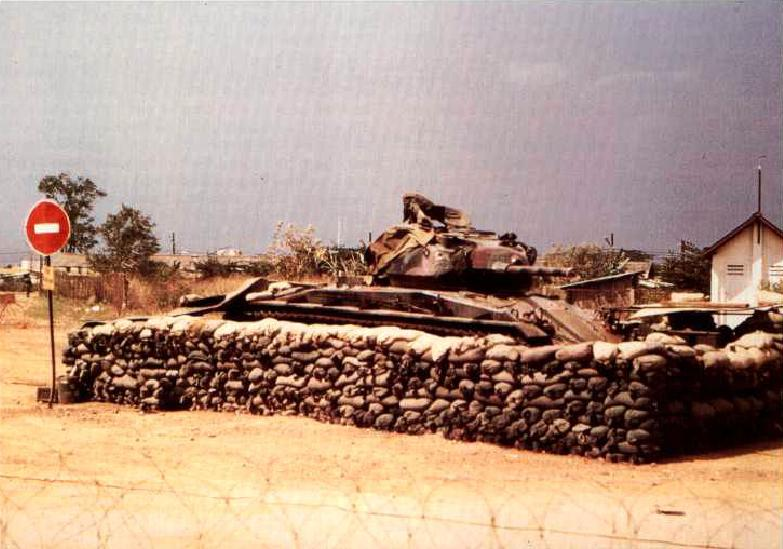
M24, прикрытый стеной из мешков с песком, служащий в роли блокпоста во Вьетнаме, 1965 год

Первые французские M24 прибыли в Индокитай в конце 1950 года, сменив устаревшие лёгкие M3/M5 «Стюарт», а также средние M4 «Шерман». C 1951 года M24 составляли основу французских бронетанковых подразделений в регионе. Использование бронетехники в Индокитайской войне носило ограниченный характер, вследствие крайне плохого состояния дорожной сети, в сочетании с партизанской тактикой Вьетминя. Танки использовались, как правило, лишь для охраны конвоев либо обороны гарнизонов и населённых пунктов. В этих условиях появление надёжных и высокомобильных M24 значительно повысило боеспособность французских бронетанковых сил. M24 получили во французских войсках прозвище «Бизон» (фр. Bison). Они использовались, хотя и в ограниченных количествах, в боях второй половины войны, в частности, в решающей битве при Дьенбьенфу, где сравнительно малая масса M24 позволила доставить их в район боевых действий воздушным путём, в частично разобранном виде. Десять доставленных к Дьенбьенфу M24 (маршевый эскадрон из состава 1-го конно-егерского полка) использовались вплоть до капитуляции гарнизона, танки неоднократно повреждались и ремонтировались вновь; окончательно вышедшие из строя M24 превращались в долговременные огневые точки.

##### Вьетнамская война
Французы до вывода своих войск из Индокитая передали значительное число M24 армиям Южного Вьетнама и Лаоса. Так, Южный Вьетнам получил 10 таких танков из Франции и 50 из США. Они стояли на вооружении 1-й, 2-й, 3-й и 4-й танковых рот армии Южного Вьетнама. Несколько захваченных при Дьенбьенфу боеспособных M24 достались также частям Вьетминя, но ими они использовались лишь в учебных и пропагандистских целях. До 1956 года южновьетнамские части использовали бронетанковую технику ограниченно, как по причине сильного её износа, так и из-за низкого уровня подготовки экипажей. Несколько улучшилась ситуация лишь с появлением в Южном Вьетнаме военных советников США, однако и после этого уровень боевой подготовки южновьетнамских частей продолжал оставаться невысок.
С января 1965 года M24 в составе бронетанкового корпуса Южного Вьетнама постепенно начали заменяться поставлявшимися из США танками M41 Уокер Бульдог, поэтому к началу активизации боевых действий их число было уже сравнительно незначительным. Тем не менее, M24 продолжали оставаться на вооружении южновьетнамских частей ещё как минимум до 1972 года и применялись, в частности, в ходе отражения Тетского наступления 1968 года.

### Индо-пакистанская война 1965 года
По крайней мере 1 пакистанский M24 был захвачен в качестве трофея.

### Индо-пакистанская война 1971 года
Для обороны Восточного Пакистана было задействовано 66 M24 «Чаффи». Они входили в состав:
9-я пехотная дивизия — 3-я рота в составе 4 танков M24;
14-я пехотная дивизия — 8-я рота в составе 1 M24 и 3 ПТ-76;
16-я пехотная дивизия — 29-й полк в составе 3 рот танков M24.
36-я пехотная дивизия — 1 рота танков M24.
Первый танковый бой M24 провели в ходе битвы за Гарибпур, в ходе которой рота из 14 пакистанских танков была полностью потеряна в боях с ПТ-76 и Т-55. 9 декабря в районе Куштии пакистанские M24 одержали победу подбив 5 ПТ-76. В конце войны в районе Наогаона произошёл один из последних танковых боёв, рота M24 атаковала индийские Т-55, однако потеряла 5 танков «Чаффи» и вынуждена была отступить.
По итогу, все танки M24 «Чаффи» были уничтожены и захвачены индийской армией, по большей части от огня танков ПТ-76 и Т-55.

## Оценка проекта

### Конструкция и потенциал развития
Конструкция имеет довольно небольшой потенциал развития — это видно из неудачных иностранных попыток улучшить M24. Более того, в США ему на замену быстро пришёл M41, значит, на это были серьёзные причины, ведь разработать новый танк значительно труднее, чем улучшить старый.

### Защищённость
Бронирование довольно слабое, 50 мм приведённой брони во лбу (25 мм под углом 60 градусов). Борт и корма танка пробиваются даже крупнокалиберными пулемётами. Впрочем, это было вполне нормально для лёгкого танка.

### Вооружение
Для лёгкого танка периода Второй мировой войны 75-мм пушка — это очень хорошее вооружение. Орудие M24 имело хорошие противотанковые показатели и вместе с тем имело превосходящую 37-мм пушки мощь осколочно-фугасного снаряда. Однако за счёт потребности в облегчении орудия по сравнению с пушкой M3 снизилась надёжность. Так или иначе, пушка этого танка показала себя хорошо

### Надёжность и технологичность
В целом, судя по тому, что основные потери были боевыми, видно, что эта машина получилась весьма надёжной. Однако объективность этого суждения несколько снижает низкая бронезащита M24, из-за которой многие танки не дожили до ремонта.

### Подвижность
Удельная мощность "Чаффи" невелика — менее 11 л. с. / т. Поэтому скорость по шоссе сравнима со средними танками — 56 км/ч. Вместе с тем у M24 довольно небольшое удельное давление на грунт, что положительно сказывается на проходимости. Тем не менее, даже у некоторых средних танков (например, Т-34) этот показатель меньше.

### Оценка боевого применения
Во время Второй мировой войны эти танки показали себя хорошо, потому что почти по всем параметрам, кроме брони, они не уступали "Шерманам", а броню "Шерманов" легко пробивала мощная немецкая артиллерия.
Во время Вьетнамской войны танки завоевали плохую репутацию, а затем были заменены на M41.

### Аналоги
Прямых аналогов M24 не имеет. Лёгкие танки в СССР периода Второй мировой войны вооружались 45-мм пушками, поэтому уступали M24 в огневой мощи. Вместе с тем они превосходили его в манёвренности. В Германии развитие лёгких танков закончилось на поздних модификациях Pz. II, таких как "Лукс", который также уступал M24 в вооружении. Единственным танком, имеющим схожее назначение и сравнимым в огневой мощи, является "Крусэйдер". Однако он создавался для несколько других целей.
По тактико-техническим характеристикам аналогом M24 можно считать японский средний танк Тип 3 Чи-Ну. Однако "Чаффи" был выпущен в многократно превосходящих количествах и уступает Чи-Ну по ряду параметров: удельная мощность, бортовая и кормовая броня, условия работы экипажа. Вместе с тем и M24 лучше Чи-Ну, например, наличием подкалиберных снарядов.

## В компьютерных играх
M24 Chaffee  и Super Chaffee представлены в ММО-игре «World of Tanks», как прокачиваемый и акционный лёгкие танки V-го и VI-го уровня соответственно дерева развития США.
А также в ММО-игре для ПК-платформ War Thunder, как лёгкий танк для наций: США, Япония, Китай, Италия, Швеция (Дания).
Присутствует в игре "Машины войны".

/*В кинематографе /*
В кинофильме Don Camillo e l'onorevole Peppone 1954 M24 Чаффи коммунисты припрятали для лучших времён  в одном из сараев.